# Szent Erzsébet legendája
A Szent Erzsébet legendája (német címe Die Legende von der heiligen Elisabeth) Liszt Ferenc S.2 jegyzékszámú oratóriuma. Szövegét Otto Roquette írta, bemutatója – Ábrányi Kornél magyar fordításában – a Pesti Vigadóban volt 1865-ben, Liszt vezényletével.

## A mű születése

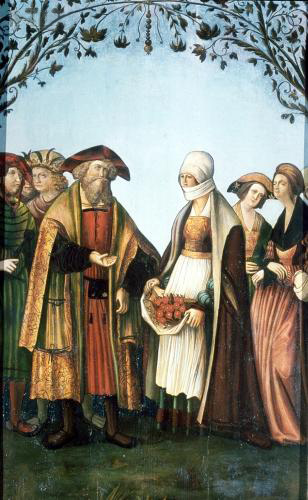
Szent Erzsébet és az oratóriumban is megénekelt rózsacsoda

Wartburg várának restaurálásakor Moritz von Schwind (1804–1871) osztrák festő hat képből álló freskósorozatot festett a templomba 1854–55-ben, amelyeken Árpád-házi Szent Erzsébet életének főbb eseményeit örökítette meg. Liszt igen fogékony volt a képzőművészeti alkotások iránt, több művét is inspirálták. Ezek a freskók is felkeltették az érdeklődését, és elhatározta egy oratórium megírását a témára (addig még nem próbálkozott a műfajjal, így ez lett első oratóriuma). Liszt érdeklődött ugyan az opera műfaja iránt is, de a fiatalkori Don Sanchén kívül soha nem írt operát, valószínűleg elismerve barátja, Wagner eredményeit a műfajban. Az oratórium cselekményének vázlatát Wittgenstein hercegnő írta meg, és ennek nyomán készítette a szövegkönyvet Otto Roquette (1824–1896) német költő 1856-ban. A szöveg nem sikeredett túl jóra, túl hosszú volt, erős operalibrettó jellege volt, a jellemek és a drámai hatás kidolgozatlan volt stb., ez azonban Lisztnek nem tűnt fel, sőt igencsak tetszett neki. 1857-ben Weimarban neki is látott a komponálásnak, a munka azonban alaposan elhúzódott, csak 1862-re lett kész vele. „A Szent Erzsébet legenda partitúrája az utolsó hangig kész…” – írta, immár Rómából Franz Brendelnek, a Neue Zeitschrift für Musik szerkesztőjének 1862. augusztus 10-én. Nyilván magyarországi bemutatóra gondolt, mert egy november 10-ei keltezésű, Mosonyi Mihálynak írt levelében ezt írta: „Ha óhajom valósággá válik, ez a mű az új magyar zeneirodalmat gyarapítja majd integráns módon.” Szokásához híven azonban ezután is sokat csiszolt még a művén, és csak 1869-ben engedte nyomtatásban megjelentetni. Zongorakivonatát már ezt megelőzően, 1867-ben kiadták.
Liszt Ferenc az oratóriumot II. Lajos bajor királynak ajánlotta.
Liszt eredetileg Wartburgban akarta bemutatni az oratóriumot, de ez nem jött létre, és Weimar sem érdeklődött iránta. A Szent Erzsébet legendájának ősbemutatója a Pesti Vigadóban volt, a Liszt által alapított Pestbudai Zenede negyedszázados jubileuma alkalmából. A hivatalos bemutató 1865. augusztus 15-én volt, de már előtte egy nappal, a nyilvános főpróbán is elhangzott a darab. Ezt követően még augusztus 23-án is megismételték az előadást. Mindhárom alkalommal Liszt vezényelt. Hatalmas volt a siker, a lelkesedés minden várakozást felülmúlt. Ábrányi Kornél e szavakkal áradozott Liszt művéről a Zenészeti Lapok augusztus 17-i számában: „A fentebbi nap Magyarország műtörténetében a legfényesebb, a legdicsőbb s a legmesszebbre kiható lapot fogja képezni. […] A magyar főváros alig látott még hasonló nagyszerű lelkesülési pillanatot…” Liszt egész életében meleg szívvel gondolt vissza a siker napjaira, amiket úgy emlegetett, mint a Szent Erzsébet legenda „nagy napját”. „…Valamiféle nyilvános esemény lettem” – mondta Wittgenstein hercegnének a bemutató utáni reggelen.
A Szent Erzsébet legendáját ezt követően 1866-ban Münchenben (Bülow vezényletével) és Prágában (itt Smetana vezényelt) mutatták be. A következő évben, 1867. augusztus 28-án Weimarban is elhangzott az oratórium.

## Szereplők
| Szereplő                   | Hangfekvés           | Előadó a bemutatón   |
| -------------------------- | -------------------- | -------------------- |
| Szent Erzsébet             | szoprán              | Markovits-Pauli Ilka |
| Zsófia őrgrófné            | mezzoszoprán         | Rabatinszki Mari     |
| Hermann őrgróf             | basszus vagy bariton | Kőszehgi Károly      |
| Lajos őrgróf               | bariton              | Bignio Lajos         |
| Egy magyar mágnás          | bariton              | Thaisz Péter         |
| Udvarmester                | bariton              |                      |
| II. (Hohenstaufen) Frigyes | basszus              | Kőszehgi Károly      |

Énekkar: vegyeskar, gyermekkar

## Történet

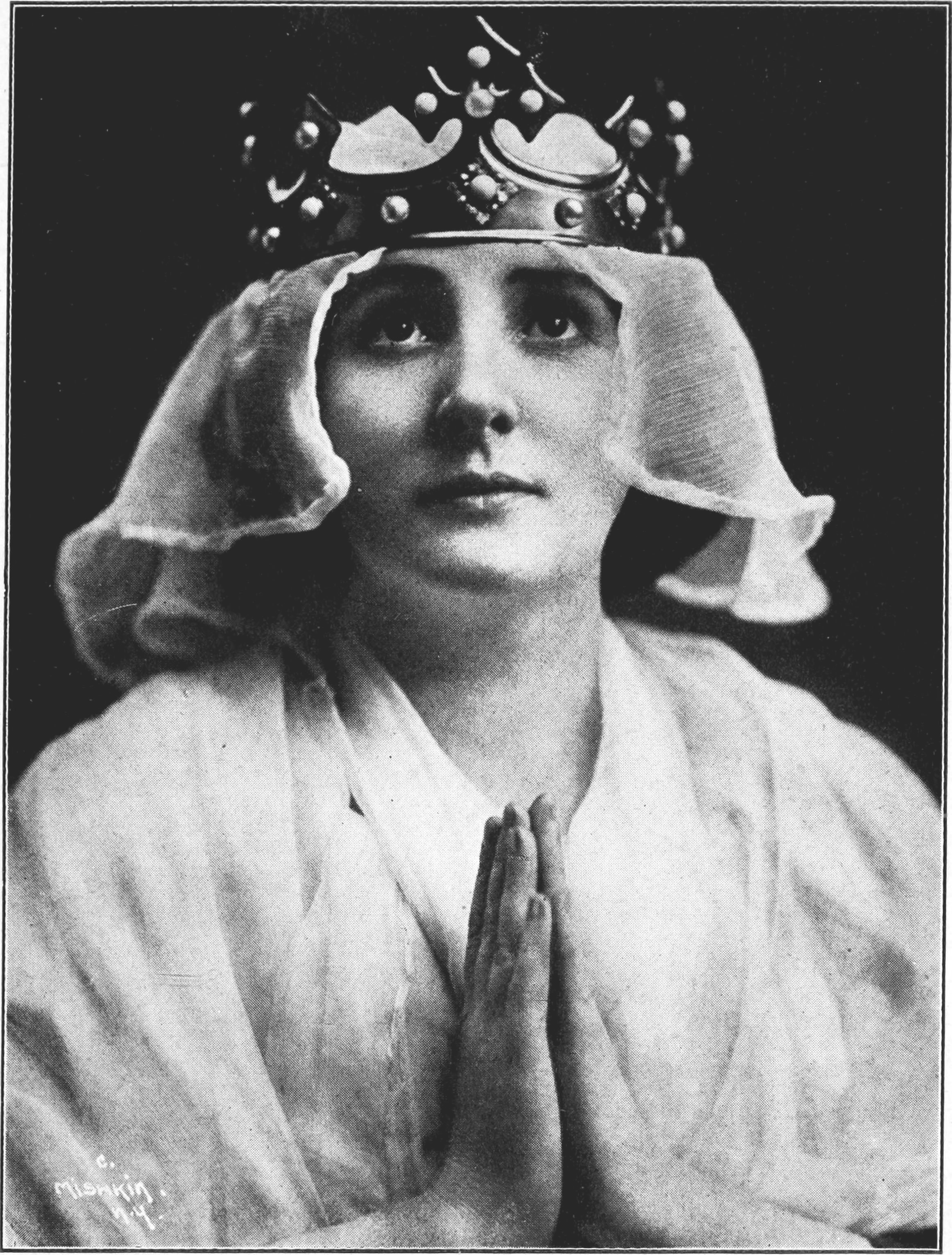
Florence Easton a mű 1919-es, New York-i előadásán

Az oratórium két részből áll, mindkettő három-három képből. Liszt így mutatta be a műve felépítését a Mosonyinak írott levelében: „Ami magát a művet illeti, csak azt mondhatom Önnek, hogy kórusokra és szólókra oszlik; 6 zárt, de összefüggő számból áll; ezek a következők: 1. Erzsébet Wartburgba érkezése (nb. kísérője, a magyar mágnás, mindjárt kezdetben színre lép). – 2. A rózsacsoda. – 3. A keresztes lovagok. – 4. Zsófia őrgrófné. – Erzsébet kiűzése a Wartburgból. – 5. Erzsébet imája. – A szegények kórusa. – Erzsébet halála. – 6. Hohenstaufen Frigyes ünnepélyesen, eltemeti a szentet. Ezekhez járul még a zenekari bevezető (az E-dúr főmotívummal […]) súlytalanul, dallamosan, imitációsan szőve, és néhány betoldott zenekari tétel, mint a Keresztesek indulója, és egy Interludium (az 5. szám után).”
I. rész
1. kép – Erzsébet Wartburgba érkezése: Magyar küldöttség hozza a türingiai Wartburgba a gyermek Erzsébetet, II. András lányát, a szintén gyermek Lajos herceg jegyesét. Egy magyar nemes adja át a királylányt az idegen udvarnak, szavait Hermann őrgróf viszonozza. A két gyermek találkozik, gyerektársaik és a nép is üdvözli őket.
2. kép – Lajos őrgróf: A már felnőtt Lajos vadászat közben összetalálkozik az erdőben feleségével, Erzsébettel, aki – férje tiltása ellenére – ismét élelmet vitt a szegényeknek. Vádló kérdésére Erzsébet tagad: csak rózsát szedett a kötényébe. Csoda történik, a köténybe rejtett élelem valóban rózsává változik. Lajos bocsánatot kér feleségétől, majd a pár hálaimával fordul Istenhez, imájukhoz a kórus is csatlakozik.
3. kép – A keresztes lovagok: A keresztesek a Szentföldre indulnak, velük tart Erzsébet férje, Lajos is. A pár fájdalmas búcsút vesz egymástól, majd a sereg hatásos induló kíséretében eltávozik.
II. rész
4. kép – Zsófia őrgrófnő: Lajos meghalt a háborúban. Anyja, Zsófia, magához ragadja a hatalmat, és kiűzi a várból a dúló viharba Erzsébetet, még gyermekeit is elszakítja tőle. Kegyetlenségéért meg is bűnhődik: palotája kigyullad és összeomlik.
5. kép – Erzsébet: Az elűzött, magányosan, ütött-kopott viskóban élő Erzsébet imádkozik: megemlékezik távoli hazájáról, áldást kér gyermekeire. Csak a szegények gondoskodnak róla. Amikor közeledni érzi halálát, minden megmaradt értéket szétosztja a szegények között, s halála után angyalok búcsúztatják.
6. kép – Erzsébet ünnepélyes eltemettetése: II. (Hohenstaufen) Frigyes német-római császár ünnepélyesen eltemeti Szent Erzsébetet. A szegények, a visszatért keresztesek, a papok és az egész nép gyászolja.

## A zene

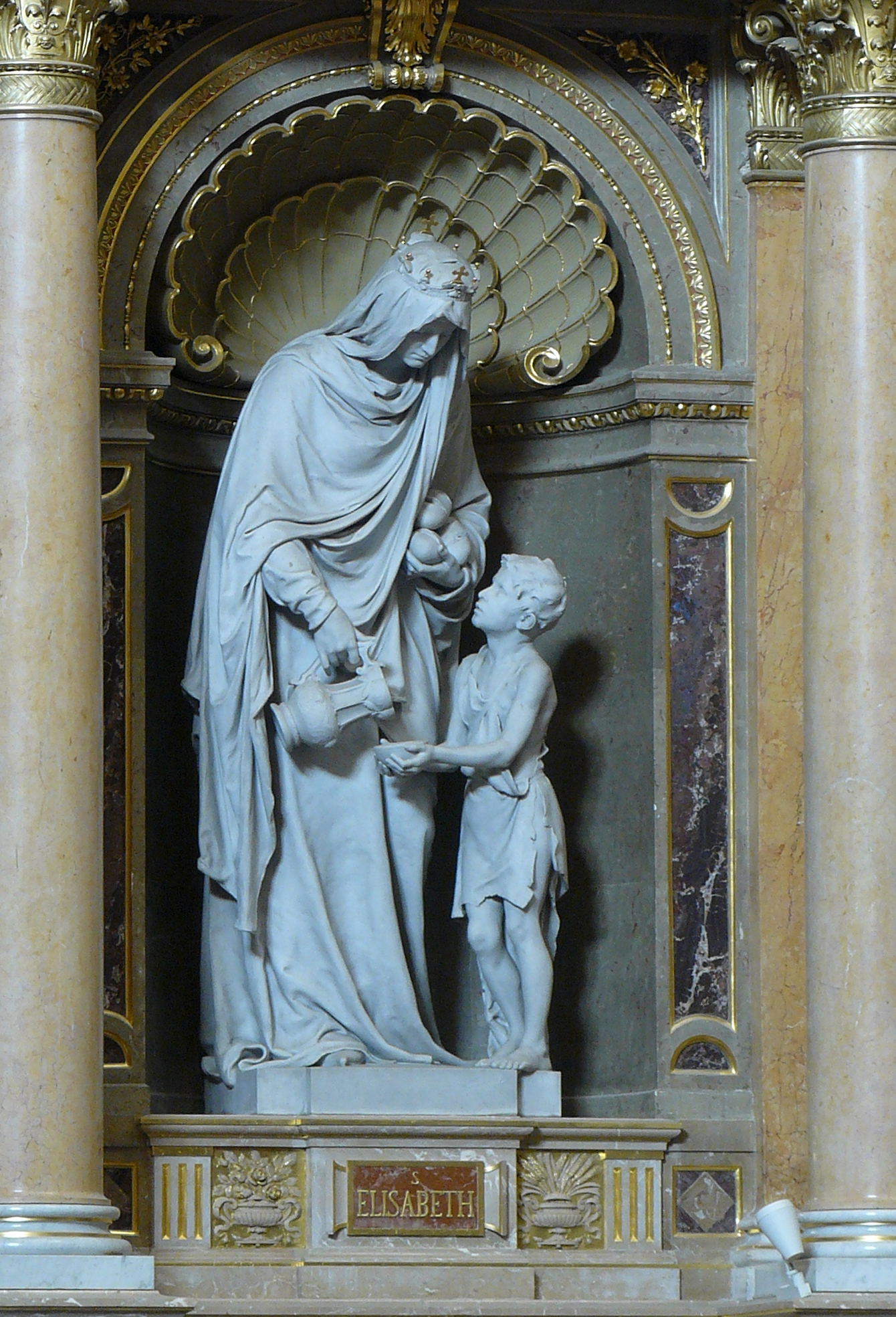
Árpád-házi Szent Erzsébet szobra a budapesti Szent István-bazilikában

A Szent Erzsébet legendája hatalmas zenemű, mintegy háromórás. Az oratóriumot Liszt néhány, szám szerint öt jellegzetes motívumra építette fel. Ez az első eset, hogy a vezérmotívum-technika megjelenik oratóriumban, de Liszt szinte minden megjelenésekor változtatja, módosítja a témát (metamorfózis-módszer), így ahány megjelenésük van, annyi színnel, hangulattal térnek vissza.
Liszt hiteles, régi egyházi dallamokat szeretett volna felhasználni művéhez, ezért különböző helyekről, emberektől várt segítséget. Vejét, Émile Ollivier francia politikust is megkérte, hogy segítsen: „Ahhoz, hogy munkámnak nagyon feltűnő, katolikus zamatot adjak, szeretném benne feldolgozni valamelyik liturgikus intonációt, hisz ezekkel mai modern zenénkben semmi sem ér fel” – írta. Segítséget azonban innen hiába várt, jószerivel csak a magyaroktól, főleg Mosonyitól kapott jól használható anyagot. A partitúra végén Liszt felsorolta ezeket a dallamokat, és köszönetet mondott a segítőknek.
Az első dallamot, amely átszövi az egész oratóriumot, Mosonyi Mihály másolta ki számára a régi magyarországi egyházi énekeskönyvek Erzsébet-dallamai közül (5. antifóna: Quasi Stella matutina). Ez ugyan a portugáliai Erzsébetre vonatkozik, de ezt Liszt nem tudhatta. A második motívum Náray György (1645–1699) 1695-ben, Nagyszombatban megjelent Lyra coelestis című gyűjteményéből származik, ezt Mátray Gábor (1797–1875) jegyezte le Liszt számára („Szent Erzsébet asszony életirül”). Ez adja az alapját a szegények kórusának, ami az utolsó képben is visszatér. A harmadik téma Liszt magyaros motívuma, amely a magyar mágnás dalában jelenik meg először, majd később még többször. A negyedik dallam egy középkori német zarándokének („Schönster Herr Jesu”), amely Alexander Wilhelm Gottschalg tiefurti kántortól származott, és a keresztesek indulójának alapját adja, de visszatér az utolsó képben is. Az ötödik motívum egy gregorián dallamból származó témamag, amely a rózsacsoda jelentben jelenik meg először, de később a keresztesek indulózenéjénél is feltűnik.
Az alábbiakban az egyes képekben feltűnő főmotívumok láthatók, amiből jól kiderül, hogy miképpen alakította Liszt e hatalmas művét formailag szervesen egységes szerkezetűvé.
| Zenekari bevezető: | 1. motívum                 |
| 1. kép:            | 1., 3. motívum             |
| 2. kép:            | 1., 5. motívum             |
| 3. kép:            | 5., 1., 4. motívum         |
| 4. kép:            | 1., 3. motívum             |
| 5. kép:            | 1., 2., 3. motívum         |
| 6. kép:            | 1., 2., 3., 4., 5. motívum |

A zenekari hangszerelés: három fuvola (egyik esetenként piccolo), két oboa, angolkürt, két klarinét, két fagott, négy kürt, három trombita, három harsona, basszustuba, három üstdob, cintányér, nagydob, kisdob, mély harang, hárfa, harmónium vagy orgona, vonósok.
Az oratóriumból – a már említett zongorakivonaton kívül – Liszt zongoranégykezest is készített a Keresztesek indulója, a Vihar és az interludium dallamaiból.